# Myrath
Myrath (em árabe ميراث, "legado") é uma banda formada no ano de 2001 em Ez-zahra, Tunísia, e atualmente sediada na França. O grupo promove uma mistura de metal progressivo com música tradicional árabe e é considerado um expoente do oriental metal. A banda se autodefine como um grupo de "metal desértico flamejante". Eles foram a primeira banda tunisiana a assinar contrato com uma gravadora de fora do país. Chamava-se X-Tazy em seus primeiros anos de atividade.

## Biografia
O guitarrista Malek Ben Arbia criou a banda X-Tazy em 2001, quando tinha 13 anos. Até 2005 a banda fazia covers de bandas como Death e Symphony X. Nesse ano a banda gravou de forma independente seu primeiro registro, a demo Double Face. Completavam a formação Elyes Bouchoucha (vocal e teclado), Oualid Issaoui (guitarra), Zaher Ben Hamoudia (baixo), e Fahmi Chakroun (bateria).[carece de fontes?]
Em 2006 entraram para a banda o baterista Saif Ouhibi, e o baixista Anis Jouini. Nesse ano, já com o nome de Myrath, tocaram no Mediterranean Guitar Festival, na Tunísia, local onde também se apresentaram Robert Plant e a banda francesa de power metal progressivo Adagio. Lá conheceram o tecladista do Adagio, Kevin Codfert, que produziu o primeiro álbum da banda, Hope. O álbum foi lançado pelo selo francês Brennus-Music em outubro de 2007. Hope foi bem recebido e levou a banda a se apresentar em diversos países da Europa. A banda mostrou seu vigoroso power metal progressivo com uma boa dose de música oriental, criando um estilo único na cena metal.
Em junho de 2007 o Myrath recrutou o vocalista Zaher Zorgati para sua formação, deixando Elyes Bouchoucha para cuidar apenas dos teclados. Dessa forma, em novembro de 2008 foi gravado o segundo trabalho da banda, Desert Call. No entanto, atrasos na mixagem e longas negociações com gravadoras adiaram o lançamento para janeiro de 2010. O álbum saiu pela gravadora francesa XIII Bis Records na Europa, e pela Nightmare Records no resto do mundo.
A boa divulgação fez com que a banda aumentasse sua base de fãs, aparecendo em revistas especializadas europeias como a Rock Hard. Ainda em 2010 a banda se apresentou no Prog Power Europe, tradicional evento que também ocorre dos Estados Unidos. Musicalmente, a banda mergulhou fundo na música oriental, mudando de forma considerável sua sonoridade, adicionando elementos da cultura árabe. Parte dessa mudança seu deu por conta da ativa colaboração do vocalista Zaher Zorgati nas composições.
O baterista Saif Ouhibi deixou a banda em 2011, deixando as baquetas a cargo de Piwee Desfray. Com ele a banda gravou Tales of the Sands, que foi lançado em setembro do mesmo ano. Piwee logo foi substituído por Morgan Berthet. A banda deu suporte em turnês para bandas como Dream Theater, HIM, WASP e Tarja Turunen, passando pelos Estados Unidos, Europa e Oriente Médio. Em 2013 a banda se apresentou pela primeira vez nos Estados Unidos, na edição americana do festival Prog Power.
Após uma período de descanso, a banda gravou em 2015 seu quarto disco de estúdio, Legacy, lançado em fevereiro do ano seguinte. Para divulgar o novo álbum, a banda deu suporte a turnê européia do Symphony X, banda que há pouco mais de uma década o Myrath realizava covers. Também em 2016, o vocalista Zaher Zorgati foi convidado a participar do álbum The Source, do Ayreon.
Em abril de 2017, após três anos longe de seu país natal, Tunísia, o Myrath realizou um show no antigo Teatro de Cartago. A apresentação foi filmada e lançada como o primeiro álbum ao vivo/DVD deles, Live in Carthage. Nesse ano também se apresentaram no Hellfest, maior festival de metal da França.
Em uma entrevista de 2019, ao ser perguntado se acreditava que o Myrath fosse uma banda política, Zaher respndeu:
| “ | Na nossa terra natal Tunísia, sim. Nós temos nossa própria ideologia e nós também a expressamos. Antes da revolução, nós tínhamos uma cena local do metal no nosso país, que infelizmente não existe mais. Agora temos um partido islamista radical em nosso governo que demoniza nossa música e a retrata como satânica. (...) Na verdade, independência e liberdade de expressão crescentes foi a única coisa boa que a revolução trouxe consigo. Porque ela também garantiu a ascensão de um partido islamista radical, embora grande parte das pessoas no país sejam na verdade contra ele. | ” |

## Membros

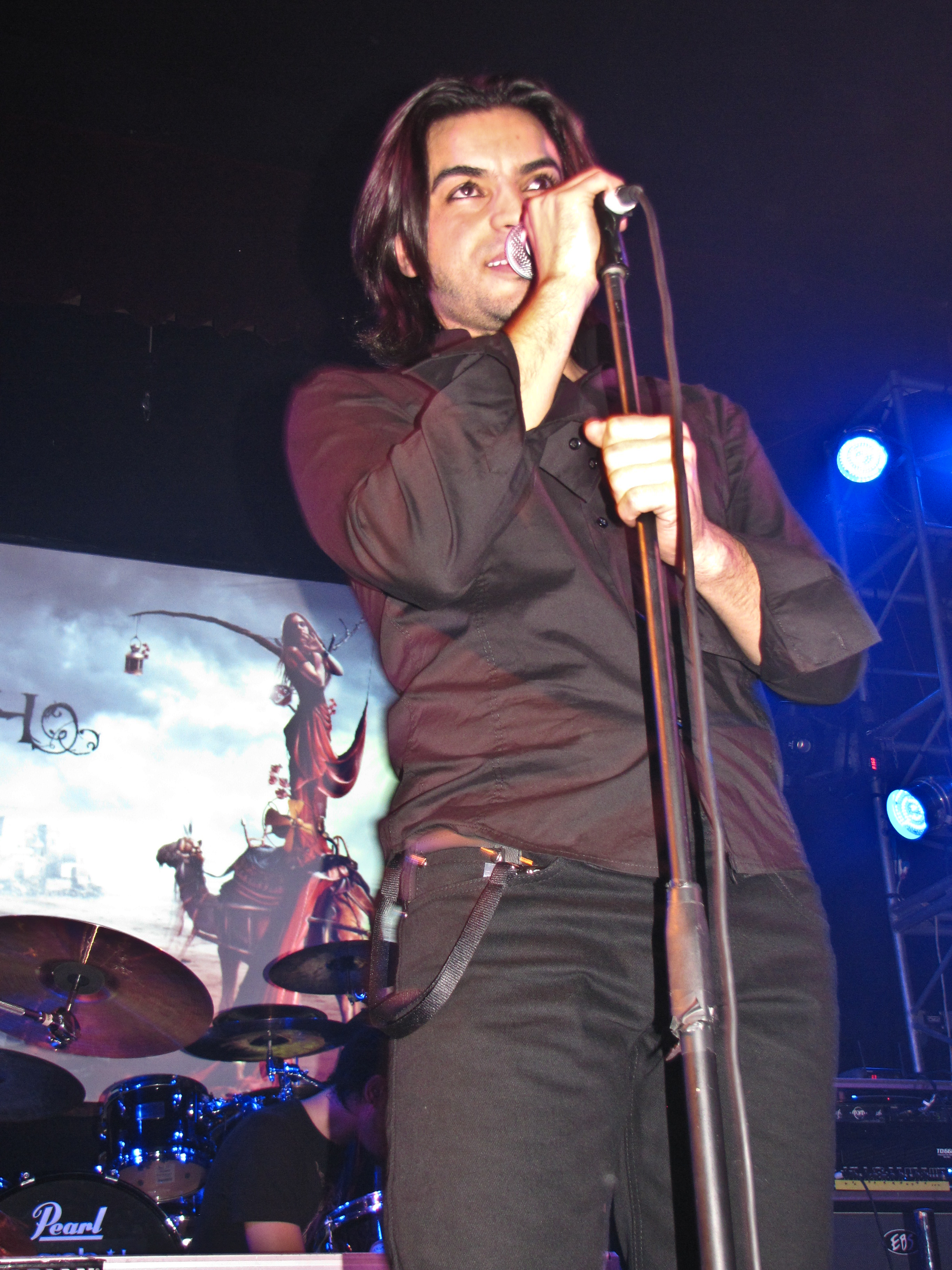
O vocalista Zaher Zorgati com o Myrath em 2011

### Atuais
- Zaher Zorgati – vocais (desde 2007)
- Malek Ben Arbia – guitarra (desde 2001)
- Anis Jouini – baixo (desde 2006)
- Elyes Bouchoucha – teclados, backing vocais (desde 2003)
- Morgan Berthet – bateria (desde 2011)

### Ex-integrantes
- Fahmi Chakroun – bateria (2001–2004)
- Zaher Hamoudia – baixo (2001–2004)
- Walid Issaoui – guitarra (2001–2003)
- Tarek Idouani – vocais (2001–2003)
- Saif Ouhibi – bateria (2004-2010)
- Piwee Desfray - bateria (2011)

## Discografia

### Álbuns
- Hope (2007)
- Desert Call (2010)
- Tales of the Sands (2011)
- Legacy (2016)
- Shehili (2019)
- Karma (2024)

### Demos
- Double Face (2005, lançado na Tunísia como "X-Tazy")